# 韩生贵
韩生贵（1927年11月—2012年12月28日），男，回族，青海大通人，中华人民共和国伊斯兰教人物，曾任青海省政协副主席，中国伊斯兰教协会副会长，第六、七、八、九、十届全国政协委员。